# Sékoumar Barry
Pour les articles homonymes, voir Barry.
Sékoumar Barry ou Sékou Oumar Barry, né en 1935, est un réalisateur et scénariste guinéen.

## Biographie
Sékou Oumar Barry a fait ses études de cinéma en France et en ex- Yougoslavie,,,.
Sékou Oumar Barry a étudié le cinéma en France grâce à une bourse, lorsque chez lui en Guinée, le référendum constitutionnel guinéen de 1958 a rejeté la proposition du  Général Charles de Gaulle d'une communauté franco-africaine au lieu de l'indépendance nationale. La bourse française lui a été retirée, mais après son retour en Guinée, le nouveau président Ahmed Sékou Touré a souhaité que lui et d'autres continuent à étudier le cinéma à l'étranger et seront envoyer à Institut Supérieur de Cinéma de Belgrade en ex-Yougoslavie.
De retour à Conakry, les jeunes réalisateurs deviennent fonctionnaires auprès de la société publique de production et de distribution de films Syli Cinéma. Après avoir réalisé des courts métrages documentaires sur la riziculture ( Grenier à riz ) et l'assainissement ( L'Assainissement ), le gouvernement permet à Sékou Oumar Barry de réaliser en 1968 le film nationaliste Et vint la liberté célébrant le dixième anniversaire de l'indépendance guinéenne,. Le régime de Ahmed Sekou Touré était basé sur la terreur, et il a enfermé des milliers de personnes après la tentative de coup d'État ratée de 1970, la plupart d'entre elles dans le Camp Boiro. Sékou Oumar Barry et d'autres cinéastes ont été arrêtés et torturés, mais il a été libéré après huit mois. Et vie à Conakry en 2024.

## Filmographie
Les films de Barry incluent, :  
| Année | Film                                        | Genre                                                                                 | Rôle                      | Durée (min)   |
| ----- | ------------------------------------------- | ------------------------------------------------------------------------------------- | ------------------------- | ------------- |
| 1965  | L'Assainissement                            | Documentaire                                                                          | Réalisateur               | 30 m          |
| 1966  | Mory le crabe                               | Comédie sur la jalousie                                                               | Réalisateur               | 40 m          |
| 1968  | Et vin la liberté (Et la liberté est venue) | Documentaire sur l'indépendance de la Guinée, avec Ahmed Sékou Touré. (Noir et blanc) | Réalisateur et scénariste | 45 m / 90 min |

## Prix et reconnaissance
- 2021 : prix de meilleur réalisateur à la 11ème édition du Top 5 Guinée du journal Podium Magazine[9]

## voir aussi
- Cheik Doukouré
- Cinéma guinéen

### Vidéos
- [vidéo] « Et vint la liberté - 1968 », sur YouTube. Video duration 39m:51s. télécharger par Radio Africa, 2013. français.
- [vidéo] « «Et vint la liberté», le film mythique de l'indépendance guinéenne, conté par Sékou Oumar Barry », sur YouTube. Video duration 7m:12s. telecharger par RFI (Radio France Internationale) 2023. français.